# Lanvellec
Lanvellec település Franciaországban, Côtes-d’Armor megyében. Lakosainak száma 602 fő (2022. január 1.). Lanvellec Plouaret, Plounérin, Plounévez-Moëdec, Plouzélambre, Plufur és Tréduder községekkel határos.

## Népesség
A település népességének változása:
| Lakosok száma | 649  | 590  | 594  | 549  | 572  | 595  | 596  | 591  | 595  | 602  |
|               | 1968 | 1982 | 1990 | 2006 | 2013 | 2015 | 2017 | 2019 | 2020 | 2022 |